# Чушев, Владимир Николаевич
Владимир Николаевич Чушев (бел. Чушаў Уладзімір Мікалаевіч; род. 8 февраля 1963, Гомель) — белорусский дипломат.

## Биография
Родился в рабочей семье.
В 1980 году окончил среднюю школу № 34 города Гомеля (с золотой медалью), в 1985 году — строительный факультет Белорусского института инженеров железнодорожного транспорта Министерства путей сообщения СССР (с отличием), в 1995 году — юридический факультет Белорусского государственного университета.
В 1985—1995 годах по распределению работал в учреждениях образования города Минска, затем в юридическом управлении Министерства архитектуры и строительства Беларуси.
С 1995 года — на дипломатической службе: в договорно-правовом управлении МИД, в посольствах Беларуси в Югославии и Польше. В 2009—2011 годах являлся членом Коллегии МИД.
В 2011—2017 годах — Чрезвычайный и Полномочный Посол Республики Беларусь в Республике Сербия (в Черногории и Республике Македония по совместительству), а в 2019—2022 годах — в Республике Польша.
В 2017—2019 годах — в Секретариате Совета Республики Национального собрания Республики Беларусь, с 2022 года — на дипломатической работе в Азербайджане.

## Ранги, классы
- Дипломатический ранг Чрезвычайного и Полномочного Посланника второго класса присвоен Указом Президента Республики Беларусь № 376 от 26.08.2011[4].
- Дипломатический ранг Чрезвычайного и Полномочного Посланника первого класса присвоен Указом Президента Республики Беларусь № 295 от 24.06.2014[5].
- Дипломатический ранг Чрезвычайного и Полномочного Посла присвоен Указом Президента Республики Беларусь № 57 от 12.02.2019[6].
- Высший класс 3-го ранга государственного гражданского служащего присвоен Постановлением Совета Министров Республики Беларусь № 961 от 30.12.2022[7].

## Награды, звания, поощрения
- Награды Сербской православной церкви: орден Святого Саввы 2-й степени (2017) и Орден Святого царя Константина (2013)
- Почетная грамота Министерства иностранных дел Республики Беларусь (2013)
- Медаль «За возвращение Полоцкого знамени» 1-й степени (2014)
- Звание Почетного гражданина района Вождовац г. Белграда (2016)
- Орден Сербского флага 2-й степени (Указ Президента Республики Сербия № 98 от 12.04.2017)
- Благодарность Министра информации Республики Беларусь (2017)
- Благодарность Председателя Совета Республики Национального собрания Республики Беларусь (2019)
- Юбилейная медаль «100 лет дипломатической службе Беларуси» (2019)
- Нагрудный знак отличия МИД Беларуси «За заслуги в дипломатической службе» 2-й степени (2022)